# Wasilij Łukszyn
Wasilij Andriejewicz Łukszyn (ros. Василий Андреевич Лукшин, ur. 14 marca 1912, zm. 16 maja 1967 w Polsce) – generał major KGB.

## Życiorys
Skończył uniwersytet w Gorkim (obecnie Niżny Nowogród), od 1932 należał do WKP(b), od 1941 służył w Armii Czerwonej, 9 sierpnia 1947 został inspektorem jednego z wydziałów Zarządu Kadr KC WKP(b). Od 16 czerwca 1949 był zastępcą kierownika, a od 24 stycznia 1952 kierownikiem sektora kadr GUSS Wydziału Administracyjnego KC WKP(b), od 13 maja do 11 czerwca 1953 kierownikiem sektora wojsk lądowych Wydziału Organów Administracyjnych i Handlowo-Finansowych KC KPZR, następnie zastępcą kierownika Wydziału Organów Administracyjnych i Handlowo-Finansowych KC KPZR. Od 1954 pracował w KGB, od 25 marca 1954 do 1 sierpnia 1958 jako zastępca przewodniczącego KGB ZSRR, jednocześnie od 27 marca 1954 do 16 marca 1961 szef 8 Głównego Zarządu KGB ZSRR, a od 16 marca 1961 do 18 kwietnia 1967 szef Wydziału Specjalnego KGB Północnej Grupy Wojsk stacjonującej w Polsce. 31 maja 1954 otrzymał stopień generała majora. Zginął przy wykonywaniu obowiązków służbowych. Został pochowany na Cmentarzu Nowodziewiczym.